# Ghana ai Giochi della XXV Olimpiade
Il Ghana partecipò ai Giochi della XXV Olimpiade, svoltisi a Barcellona, Spagna, dal 25 luglio al 9 agosto 1992, con una delegazione di 37 atleti impegnati in quattro discipline.

## Medaglie
| Medaglia | Atleta | Sport  | Evento          |
| -------- | --- | ------ | --------------- |
| Bronzo   | Joachim Acheampong Simon Addo Sammi Adjei Mamood Amadu Frank Amankwah Bernard Aryee Isaac Asare Kwame Ayew Ibrahim Dossey Mohammed Gargo Mohammed Kalilu Maxwell Konadu Samuel Kuffour Samuel Kumah Nii Lamptey Anthony Mensah Alex Nyarko Yaw Preko Shamo Quaye Oli Rahman | Calcio | Torneo maschile |